# Juridiska Föreningen vid Örebro universitet
Juridiska Föreningen vid Örebro universitet, även Juridiska Föreningen samt JF Örebro (ofta förkortat enbart "JF"), är en ideell, opolitisk och religiöst obunden studentförening för studenter som läser det rättsvetenskapliga ämnet såsom inskrivna vid juristprogrammet eller rättsvetenskapliga programmet samt för studenter som läser rättsvetenskapliga kurser vid Örebro universitet. Föreningens färger är orange och lila. Färgerna går igen i det föreningsband alt. ordensband som bärs till högtidsdräkt av föreningens styrelseledamöter såväl som i det förtjänsttecken som utdelas i samband med Slottsbalen. Föreningens hedersmedlemmar bär enfärgat lila föreningsband alternativt ordensband.

## Historia
Juridiska Föreningen vid Örebro universitet har bedrivit verksamhet sedan 1999. Inledningsvis skedde arbetet inom Örebro studentkårs sektionssystem vari Juridiska Föreningen upptogs som arbetsgrupp inom Sobra, sektionen med ansvar för studenter vid akademin för juridik, psykologi och socialt arbete. År 2008 instiftades Juridiska Föreningen såsom fristående studentförening. Anledningen till detta var att en student yrkat att han inte skulle ses som medlem i Juridiska föreningen, eftersom han inte aktivt sökt medlemskap. Föreningen "uteslöt" studenten den 21 januari 2009. Universitetsstyrelsen beslutade vid sammanträde den 10 juni 2009 "att medlemskap i juridiska föreningen ej omfattas av obligatorieförordningen och att Studenten därmed ej kan anses vara medlem utan att aktivt ha ansökt om medlemskap". I en rättslig analys konstaterades att nation eller studentförening enligt obligatorieförordningen avsåg "en sådan nation eller annan studentförening som studerande var skyldig att tillhöra enligt de föreskrifter som gällde omedelbart före 1 januari 1999. Juridiska föreningen vid Örebro universitet är inte en sådan studentförening." Universitetet hade inte heller godkänt Juridiska föreningen som studerandekår. Juridiska Föreningen Örebro har sedan 2008 vuxit i medlemsantal och har sedan avskaffandet av kårobligatoriet utmanat Örebro studentkår i storleksordning avseende medlemsantal.  

### Organisation
Årsstämman är Juridiska Föreningens högsta beslutande organ och äger rum i november. Styrelsen utgör föreningens högst beslutande operativa organ och består av tre fasta poster: ordförande, sekreterare och kassör samt upp till ytterligare sju poster. Årsstämman tillsätter valberedning som vid valmöte i april föreslår medlemmarna kommande verksamhetsårs styrelse för omröstning. Till valberedningen har sedan årsstämman nominerats kandidater för styrelseposterna. Nominering är öppen för alla medlemmar. Den operativa verksamheten utförs genom utskott.

### Verksamhet
Föreningen bedriver studiesocial verksamhet till nytta för studenter vid det juridiska och rättsvetenskapliga ämnet. Det sker bl. a. genom den årliga Juristmässan , en arbetsmarknadsmässa med utställande företagare, advokatbyråer, myndigheter och intresseorganisationer ur den juridiska branschen. JF Örebro anordnar för sina medlemmar också utbyte med juridiska föreningar vid lärosäten i Europa, senast till universitetet i Utrecht. På uppdrag av Örebro kommun utför Juridiska Föreningen juridisk rådgivning pro bono publico genom Medborgarjuristerna. I övrigt erbjuder föreningen sina medlemmar, bl.a. pub- och klubbverksamhet samt Örebro universitets enda studentbal: vårbalen som äger rum på Örebro slott.

### Ordföranden vid Juridiska Föreningen vid Örebro universitet
- Stefan Barandth | 2008-2009
- Maja Runfors | 2009-2010
- Andres Acevedo | 2010-2011
- Emelie Svensson | 2011-2012
- Linda Norberg | 2012-2013
- Johanna Åkesdotter-Sundquist | 2013-2014
- Adrian Hallström | 2014-2015
- Gustav Bonta | 2015-2016
- Frida Nordström | 2016-2017
- Elin Gustavsson | 2017-2018
- Minna Åström | 2018-2019
- Erik Persson | 2019-2020
- Jonatan Stentorp | 2020-2021
- Hedda Lindahl | 2021-2022
- Nilufer Nouri | 2022-2023
- Elsa Lundblad | 2023-2024
- Axel Stenmalm Wolke | 2024-2025
- Sebastian Malki | 2025-2026